# The Monks
A The Monks egy 1964-től 1967-ig működött együttes volt. A nyugat-németországi Gelnhausen városkában alapította három amerikai katona és egy német polgár, akit egyszerűen csak Hansnak hívtak. Eleinte „The Torquays” volt a nevük, ezt az elnevezést a The Fireballs zenekar „Torquay” című instrumentális daláról kapták. Később változtatták meg The Monks-ra (A szerzetesek). Garázsrock, proto-punk, avantgárd zene és Krautrock műfajokban szerepeltek. 1967-ben feloszlottak, dobos hiány miatt. Rövid pályafutásuk ellenére nagy hatással rendelkeztek, és kultikus státuszt értek el a zene rajongók körében. A Beastie Boys és a Dead Kennedys is ezt a zenekart jelölte meg hatásaként. Egyetlen nagylemezük szerepel az 1001 lemez, amit hallanod kell, mielőtt meghalsz című könyvben. Az évek alatt több kiadványuk is megjelent válogatáslemez formájában. 1979-től 1982-ig működött e név alatt egy angol popegyüttes is.

## Tagok
- Gary Burger – ének, gitár
- Larry Clark – vokál, orgona, zongora
- Eddie Shaw – basszusgitár, vokál, trombita
- Dave Day – bendzsó, ritmusgitár, vokál
- Roger Johnston – dob, vokál

## Diszkográfia
- Black Monk Time – stúdióalbum, 1966
- Five Upstart Americans – korai demókat tartalmazó válogatáslemez, 1999
- Let’s Start a Beat – Live from Cavestomp - koncertalbum, 2000
- Demo Tapes 1965 – válogatáslemez, 2007
- The Early Years 1964-1967 – válogatáslemez, 2009